# 3LAU
3LAU (pron. Blau), pseudonimo di Justin Blau (Syosset, 9 gennaio 1991), è un disc jockey e produttore discografico statunitense.

## Carriera musicale
3LAU è cresciuto suonando il pianoforte, la chitarra e cantando. Nel 2011, andò in vacanza in Svezia dove scoprì la musica dance elettronica. Dopo essere tornato al college iniziò a fare mashups, "soprattutto perché pensavo che nessuno le stesse facendo bene."
3LAU guadagnò riconoscimenti nel mondo della musica elettronica nel 2011 con le canzoni, "Girls Who Save the World" e "All Night Long." Vinse anche una competizione per il remix di "Work Hard, Play Hard”, di Tiësto. È conosciuto per i suoi tocchi melodici nella musica dance.
Prima del 2012, 3LAU spese le sue giornate a studiare all'Università Washington a St. Louis e spese le sue notti a fare il DJ. Nel 2012, si concentrò nel fare il DJ e lanciò il suo 3LAU Your Mind tour. Lo stesso anno, pubblicò il suo secondo album, Dance Floor Filth. Nel 2013, partecipò ad un tour con Carnage chiamato il Night Riot tour.
3LAU aiuta l'organizzazione non-profit Pencils of Promise, che raccoglie fondi per costruire scuole nei paesi in via di sviluppo. Usando i proventi dal suo remix "Back to New," 3LAU donò $25,000 a Pencils of Promise e aiutò la costruzione della scuola elementare Justo Rufino in Guatemala. Il tour più recente di 3LAU raccolse più di $10,000 per contribuire alla costruzione di una seconda scuola. Nel gennaio 2014, 3LAU ha collaborato con EDM lifestyle brand Electric Family per produrre una collaborazione con bracelet in cui il 100% dei guadagni sarà donato a Pencils of Promise.

## Discografia

### Album
- Dance Floor Filth 1
- Dance Floor Filth 2
- Dance Floor Filth 3

### Singoli
- 3LAU - Jagger Bomb [3LAU]
- 3LAU - All Night Long [3LAU]
- 3LAU - E.T. Youth Take Shots [Proximity]
- 3LAU - Girls Who Save The World [3LAU]
- 3LAU - Dubsex (Feat. Skrillex & Nero Feat. Britney, Daft Punk, Posner, Amanda Blank) [flemmix]
- 3LAU - Dancing In The Backseat (Feat. Avicii, New Boyz, Gaga) [3LAU]
- Dash Berlin & 3LAU FT. Bright Lights - Somehow [DashBerlinChannel]
- 3LAU - How You Love Me ft. Bright Lights [3LAU]
- 3LAU - Yacht Week In America [3LAU]
- 3LAU, Paris & Simo feat. Bright Lights - Escape [Revealed Recordings]
- 3LAU & Carnage - The Night Riot Tour [3LAU]
- 3LAU - Campus Crashing [3LAU]
- 3LAU - Back To New [3LAU]
- 3LAU - Set Fire [3LAU]
- 3LAU - We Came To Bang feat. Luciana [Musical Freedom]
- 3LAU - Bang [Musical Freedom]
- 3LAU & Botnek - Vikings [Dim Mak Records]
- 3LAU & Nom de Strip - The Night (feat. Estelle) [Disponibile gennaio 12] [Revealed Recordings]
- 3LAU - Is It Love (ft. Yeah Boy) Proximity

### Remix
- Jessie J feat. Ariana Grande & Nicki Minaj - Bang Bang (3LAU Remix) [CasablancaRecordsTV]
- James Egbert - Back To New (3LAU Remix)[3LAU]
- Kap Slap - E.T. Feels Starry Eyed (3LAU Remash) [3LAU]
- Moiez vs Daphne & Project 46 - Crime (3LAU Mix) [Proximity]
- Kaskade & Skrillex - Lick it (3LAU Monstamash Disco Edit) [3LAU]
- DallasK and Porter Robinson - Jupiter Unison (3LAU Bootleg) [3LAU]
- Zedd feat. Matthew Koma - Spectrum (3LAU Remix) [Bizarre Music]
- Paris & Simo ft. Kernkraft 400 - Zombie (3LAU TomorrowWorld Edit) [Proximity]
- The Chainsmokers - Don't Let Me Down (3LAU Remix)
- Ariana Grande - Into You (3LAU Remix)